# Chrysis semicincta
Chrysis semicincta é uma espécie de insetos himenópteros, mais especificamente de vespas pertencente à família Chrysididae.
A autoridade científica da espécie é Lepeletier, tendo sido descrita no ano de 1806.
Trata-se de uma espécie presente no território português.